# 罗蒙诺索夫大道站
罗蒙諾索夫大道站（羅馬化：Lomonosovsky prospekt）是莫斯科地鐵加里宁-松采沃线的一個車站，在2017年3月16日啟用。隧道鑽挖工程自2013年起開始。